# Tournoi de tennis de Saint-Malo
L'Open 35 de Saint-Malo (précédemment connu sous le nom Open GDF Suez de Bretagne) est un tournoi professionnel féminin de tennis situé à Saint-Malo (Bretagne) en France. Créé en 1996, le tournoi s'est d'abord joué à Dinan en intérieur. À partir de 2008, le tournoi s'installe sur les courts en terre battue extérieure du Tennis Club Jeanne d'Arc de Saint-Malo. Jusqu'en 2020, le tournoi fait partie du circuit ITF, il a une dotation de 60 000 $, pouvant aller jusqu'à 100 000 $ (maximum de la catégorie) entre 2008 et 2011, et il se déroule en septembre.
En 2021, le tournoi intègre la catégorie WTA 125 et il se déroule désormais en mai, juste avant Roland-Garros.

## Palmarès

### En simple
| Année | Lieu       | Dotation     | Vainqueur              | Finaliste               | Score          |
| ----- | ---------- | ------------ | ---------------------- | ----------------------- | -------------- |
| 1996  | Dinan      | 10 000 $     | Selima Sfar            | Virginie Massart        | 6-4, 7-6       |
| 1997  | Dinan      | 10 000 $     | Émilie Loit            | Emmanuelle Curutchet    | 6-2, 7-6       |
| 1998  | Dinan      | 10 000 $     | Émilie Loit            | Élodie Le Bescond       | 6-1, 6-1       |
| 1999  | Dinan      | 25 000 $     | Lubomira Bacheva       | Stéphanie Foretz        | 6-2, 2-6, 6-1  |
| 2000  | Dinan      | 25 000 $     | Melanie Schnell        | Julia Vakulenko         | 2-6, 6-1, 6-2  |
| 2001  | Dinan      | 25 000 $     | Seda Noorlander        | Cătălina Cristea        | 6-4, 6-2       |
| 2002  | Dinan      | 50 000 $     | Émilie Loit            | Zuzana Ondrášková       | 6-2, 7-5       |
| 2003  | Dinan      | 50 000 $ +H  | Eva Birnerová          | Zuzana Ondrášková       | 6-0, 6-3       |
| 2004  | Dinan      | 50 000 $ +H  | Timea Bacsinszky       | Tzipora Obziler         | 6-2, 6-1       |
| 2005  | Dinan      | 75 000 $     | Roberta Vinci          | Zuzana Ondrášková       | 7-5, 7-5       |
| 2006  | Dinan      | 75 000 $     | Timea Bacsinszky       | Yaroslava Shvedova      | 4-6, 7-5, 6-2  |
| 2007  | Dinan      | 75 000 $     | Maša Zec Peškirič      | Karin Knapp             | 6-4, 6-2       |
| 2008  | Saint-Malo | 100 000 $ +H | Stéphanie Cohen-Aloro  | Jelena Kostanić Tošić   | 6-2, 7-5       |
| 2009  | Saint-Malo | 100 000 $ +H | Arantxa Parra Santonja | Alexandra Dulgheru      | 6-4, 6-3       |
| 2010  | Saint-Malo | 100 000 $ +H | Romina Oprandi         | Alizé Cornet            | 6-2, 2-6, 6-2  |
| 2011  | Saint-Malo | 100 000 $ +H | Sorana Cîrstea         | Sílvia Soler Espinosa   | 6-2, 6-2       |
| 2012  | Saint-Malo | 25 000 $     | Maryna Zanevska        | Estrella Cabeza Candela | 6-2, 65-7, 6-0 |
| 2013  | Saint-Malo | 25 000 $     | Teliana Pereira        | Pauline Parmentier      | 6-2, 6-1       |
| 2014  | Saint-Malo | 50 000 $     | Carina Witthöft        | Alberta Brianti         | 6-0, 6-1       |
| 2015  | Saint-Malo | 50 000 $ +H  | Daria Kasatkina        | Laura Siegemund         | 7-5, 7-64      |
| 2016  | Saint-Malo | 50 000 $ +H  | Maryna Zanevska        | Camilla Rosatello       | 6-1, 6-3       |
| 2017  | Saint-Malo | 60 000 $ +H  | Polona Hercog          | Diāna Marcinkēviča      | 6-3, 6-3       |
| 2018  | Saint-Malo | 60 000 $ +H  | Liudmila Samsonova     | Katarina Zavatska       | 6-0, 6-2       |
| 2019  | Saint-Malo | 60 000 $ +H  | Varvara Gracheva       | Marta Kostyuk           | 6-3, 6-2       |
| 2020  | Saint-Malo | 60 000 $ +H  | Nadia Podoroska        | Cristina Bucșa          | 4-6, 7-5, 6-2  |
| 2021  | Saint-Malo | 92 742 $ +H  | Viktorija Golubic      | Jasmine Paolini         | 6-1, 6-3       |
| 2022  | Saint-Malo | 92 742 $ +H  | Beatriz Haddad Maia    | Anna Blinkova           | 7-6, 6-3       |
| 2023  | Saint-Malo | 92 742 $ +H  | Sloane Stephens        | Greet Minnen            | 6-3, 6-4       |
| 2024  | Saint-Malo | 92 742 $ +H  | Loïs Boisson           | Chloé Paquet            | 6-4, 6-7, 3-6  |
| 2025  | Saint-Malo | 92 742 $ +H  | Naomi Osaka            | Kaja Juvan              | 6-1, 7-5,      |

### En simple WTA 125
| No | Date       | Nom et lieu du tournoi            | Catégorie | Dotation  | Surface      | Vainqueure          | Finaliste       | Score          |         |
| -- | ---------- | --------------------------------- | --------- | --------- | ------------ | ------------------- | --------------- | -------------- | ------- |
| 26 | 03-05-2021 | Open 35 de Saint-Malo, Saint-Malo | WTA 125   | 115 000 $ | Terre (ext.) | Viktorija Golubic   | Jasmine Paolini | 6-1, 6-3       | Tableau |
| 27 | 01-05-2022 | Open 35 de Saint-Malo, Saint-Malo | WTA 125   | 115 000 $ | Terre (ext.) | Beatriz Haddad Maia | Anna Blinkova   | 7-63, 6-3      | Tableau |
| 28 | 01-05-2023 | Open 35 de Saint-Malo, Saint-Malo | WTA 125   | 115 000 $ | Terre (ext.) | Sloane Stephens     | Greet Minnen    | 6-3, 6-4       | Tableau |
| 29 | 29-04-2024 | Open 35 de Saint-Malo, Saint-Malo | WTA 125   | 115 000 $ | Terre (ext.) | Loïs Boisson        | Chloé Paquet    | 4-6, 7-63, 6-3 | Tableau |
| 30 | 28-04-2025 | Open 35 de Saint-Malo, Saint-Malo | WTA 125   | 115 000 $ | Terre (ext.) | Naomi Osaka         | Kaja Juvan      | 6-1, 7-5       | Tableau |

### En double
Liste des paires de double ayant remporté le tournoi par année :
- 1996 :  Ariadne Katsouli /  Bérangère Quillot
- 1997 :  Cécile de Winne /  Sophie Georges
- 1998 :  Camille Pin /  Aurélie Védy
- 1999 :  Janette Husárová /  Rita Kuti-Kis
- 2000 :  Vanessa Henke /  Syna Schmidle
- 2001 :  Eleni Daniilidou /  Caroline Schneider
- 2002 :  Caroline Dhenin /  Émilie Loit
- 2003 :  Gabriela Navrátilová /  Michaela Paštiková
- 2004 :  Darija Jurak /  Galina Voskoboeva
- 2005 :  Michaëlla Krajicek /  Ágnes Szávay
- 2006 :  Klaudia Jans /  Henrieta Nagyová
- 2007 :  Angelique Kerber /  Yvonne Meusburger
- 2008 :  María José Martínez Sánchez /  Arantxa Parra Santonja
- 2009 :  Timea Bacsinszky /  Tathiana Garbin
- 2010 :  Petra Cetkovská /  Lucie Hradecká
- 2011 :  Nina Bratchikova /  Darija Jurak
- 2012 :  Pemra Özgen /  Alyona Sotnikova
- 2013 :  Elitsa Kostova /  Florencia Molinero
- 2014 :  Giulia Gatto-Monticone /  Anastasia Grymalska
- 2015 :  Kristína Kučová /  Anastasija Sevastova
- 2016 :  Lina Gjorcheska /  Diāna Marcinkēviča
- 2017 :  Diāna Marcinkēviča /  Daniela Seguel
- 2018 :  Cristina Bucșa /  María Fernanda Herazo
- 2019 :  Ekaterine Gorgodze /  Maryna Zanevska
- 2020 :  Paula Kania /  Katarzyna Piter

### En double WTA 125
| No | Date       | Nom et lieu du tournoi           | Catégorie | Dotation  | Surface      | Vainqueures                          | Finalistes                             | Score             |         |
| -- | ---------- | -------------------------------- | --------- | --------- | ------------ | ------------------------------------ | -------------------------------------- | ----------------- | ------- |
| 26 | 03-05-2021 | Open 35 de Saint-Malo Saint-Malo | WTA 125   | 115 000 $ | Terre (ext.) | Kaitlyn Christian Sabrina Santamaria | Hayley Carter Luisa Stefani            | 7-64, 4-6, [10-5] | Tableau |
| 27 | 01-05-2022 | Open 35 de Saint-Malo Saint-Malo | WTA 125   | 115 000 $ | Terre (ext.) | Eri Hozumi Makoto Ninomiya           | Estelle Cascino Jessika Ponchet        | 7-61, 6-1         | Tableau |
| 28 | 01-05-2023 | Open 35 de Saint-Malo Saint-Malo | WTA 125   | 115 000 $ | Terre (ext.) | Greet Minnen Bibiane Schoofs         | Ulrikke Eikeri Eri Hozumi              | 7-67, 7-63        | Tableau |
| 29 | 29-04-2024 | Open 35 de Saint-Malo Saint-Malo | WTA 125   | 115 000 $ | Terre (ext.) | Amina Anshba Anastasia Dețiuc        | Estelle Cascino Carole Monnet          | 7-67, 2-6, [10-5] | Tableau |
| 30 | 28-04-2025 | Open 35 de Saint-Malo Saint-Malo | WTA 125   | 115 000 $ | Terre (ext.) | Maia Lumsden Makoto Ninomiya         | Oksana Kalashnikova Angelica Moratelli | 7-5, 6-2          | Tableau |